# Luc Montagnier
Luc Antoine Montagnier (n. 18 august 1932, Chabris, Centre-Val de Loire, Franța – d. 8 februarie 2022, Neuilly-sur-Seine, Île-de-France, Franța) a fost un medic francez, laureat al Premiului Nobel pentru Fiziologie sau Medicină în 2008, împreună cu Françoise Barré-Sinoussi, pentru descoperirea virusului imunodeficienței umane. Cei doi au împărțit jumătate din premiu, cealaltă fiindu-i acordată lui Harald zur Hausen.
În timpul pandemiei de COVID-19, Montagnier a fost un promotor al teoriei conform căreia virusul SARS-CoV-2 a fost creat în mod deliberat și, ulterior, a scăpat dintr-un laborator. O astfel de afirmație a fost respinsă de alți virusologi. El a fost criticat de alți academicieni pentru că și-a folosit statutul de laureat al premiului Nobel pentru a „răspândi mesaje periculoase de sănătate în afara domeniului său de cunoștințe”.